# Saïd Mohamed Djohar
Said Mohamed Djohar ou suivant la tradition arabe Djahwar al Cheikh ibn Bakr bin Salim al Alaoui al Housseini, né le 22 août 1918 à Majunga et mort dans la nuit du 22 au 23 février 2005 à son domicile de Mitsamiouli, est un homme politique comorien, président des Comores de 1990 au 28 septembre 1995. Il est le premier président à arriver au pouvoir à l'issue d'un vote sans ingérence militaire.

## Biographie
Né de deux parents tous les deux Grand Comoriens d'origine, il est nommé instituteur en 1946 dans la ville de Sima et est élu au Conseil général. Il est dès lors un fidèle de Said Mohamed Cheikh et participera à plusieurs gouvernements que présidera ce dernier notamment comme ministre de la fonction publique. 
Il est réélu au Conseil général en 1952 et de juin à octobre 1972, il est président de la Chambre des députés. De 1973 à l'indépendance (1975), il est représentant des Comores à Madagascar et y reste jusqu'à l'indépendance. Il ne fait reparler de lui qu'après le retour au pouvoir d'Ahmed Abdallah en 1978 et devient président de la Cour suprême. Il participe aux nombreuses réunions de discussions sur l'avenir institutionnel des Comores, et affirme que Said Mohamed Cheikh s'est prononcé pour l'indépendance des Comores depuis 1948.
Discret sous le régime de son demi-frère Ali Soilih, il retrouve une certaine importance avec le retour au pouvoir d'Ahmed Abdallah. Il devient ensuite président de la Cour Suprême.
Le 27 novembre 1989, il devient président par intérim après la mort du Président Abdallah. Djohar essaie de s’appuyer sur les jeunes politiques exilés par Abdallah. Cela lui permet d'être élu le 11 mars 1990 président, mais les élections sont contestées par les partisans d'Mohamed Taki Abdulkarim, son opposant. 
En 1991, le président de la Cour suprême le déclare inapte et cherche à le destituer. Il chasse néanmoins les mercenaires et en emprisonne quelques-uns après un coup d'état raté en 1992.
Le 28 septembre 1995, cinq mois après le retour de la droite au pouvoir en France, Denard intervient une nouvelle fois aux Comores, alors qu'avec Jacques Chirac et les « Réseaux Foccart » sont de retour à l'Élysée. Un lien de cause à effet est souvent cité. Une semaine après le débarquement de Denard, à la suite des vives protestations de la communauté internationale et de certaines autorités comoriennes notamment M. Said Ali Allaoui, Ministre de l'intérieur du gouvernement Djohar qui était de passage à Paris, la France lance l'opération militaire Azalée. Denard et ses mercenaires sont prisonniers.
Djohar est exfiltré par les militaires français en septembre 1995, et en pyjama et muni de quelques effets personnels, pour sa sécurité, à la Réunion. Les marsouins français s'installent plusieurs mois dans l'ex-hôtel Comotel, ce qui n'est pas du goût de tout le monde. Il ne peut retourner aux Comores. Sur place Caabi El-Yachroutu s'est proclamé président par intérim et ne souhaite pas laisser sa place à Saïd Ali Mohamed, régulièrement nommé Premier ministre par Djohar. Il faudra l'intervention sur place puis à Paris, début décembre 1995, d'un Français, Christian Azaïs, pour finalement faire libérer Djohar en février 1996. Christian Azaïs convainc les autorités comoriennes de s'adresser directement au Premier ministre français, Alain Juppé, afin que Djohar soit libéré, la détention, même « de luxe » d'un président régulièrement élu constituant un scandale ; il remet lui-même la lettre rédigée à cet effet, dès le lendemain, à son destinataire. L'effet est presque immédiat : Djohar peut rentrer à temps pour les nouvelles élections[réf. nécessaire]. C. Azaïs remet alors à l'amiral Lacoste, ancien chef des services français de renseignement militaire, un rapport impliquant la conduite de l'ambassadeur de France aux Comores, Ferrand, lequel a envoyé des rapports entachés de partialité et d'erreurs grossières ; celui-ci sera immédiatement transféré à un autre poste[réf. nécessaire]. Il doit s'agir plutôt de Guy Azaïs le directeur de la Stratégie des services secrets français (DGSE) de 1993 à septembre 1997.
Son régime a été également marqué par les scandales financiers opérés par son gendre Mohamed M'Changama qui, après le coup d'État de 1995 s'est empressé de divorcer avec la fille du président Djohar et a rejoint le président Mohamed Taki Abdoulkarim.
Said Mohamed Djohar a été surnommé Papa Djo, celui qui a organisé avant le Bénin les fameuses conférences nationales et celui qui a permis au peuple de participer à la vie politique qui jusque-là était réservée qu'aux notables.

## Honneurs
- Il reçoit la Grande Croix de la Légion d'honneur de la part de François Mitterrand[7].
- Ordre national du Mérite[7]
- Chevalier des palmes académiques[7]